# Resident Evil (televíziós sorozat)
A Resident Evil 2022-es amerikai akció horrorsorozat, amelyet Andrew Dabb alkotott, az azonos című videójáték-sorozat alapján. A főbb szerepekben Ella Balinska, Tamara Smart, Siena Agudong, Adeline Rudolph, Paola Núñez és Lance Reddick látható.
Amerikában és Magyarországon 2022. július 14-én mutatta be a Netflix.
2022 augusztusában egy évad után törölték a sorozatot.

## Ismertető
2022-ben a 14 éves ikertestvérek, Billie és Jade, akiket Albert Wesker klónja, Dr. Albert "Al" Wesker fogant meg gyanús körülmények között. Életük drámai fordulatot vesz, amikor Al vezetői pozíciót kap a küszködő Umbrella Corporationnél, amely egykor őt alkalmazta, és az Umbrella tervezett közösségébe, a dél-afrikai New Raccoon Citybe költöznek. Míg ott a két lány rábukkan a származásuk és az Umbrella sötét örökségének sötét titkaira, apjuk koordinálja a T-vírus nevű retrovírusos biofegyver kitörésére adott válaszlépéseket.
2036-ban a T-vírus az emberi civilizációt 300 millió menekültté tette, akik fallal körülvett városállamokban és más településeken élnek, körülvéve a hatmilliárd emberevő zombival, a Zérókkal, akik a betegséget elkapták. A Földön maradt leghatalmasabb szervezet az Umbrella Corporation, amely katonai arzenáljával támogatva globális hajtóvadászatot folytat Jade után.

## Szereplők

### Főszereplők
| Szereplők              | Színész                  | Magyar hang     |
| ---------------------- | ------------------------ | --------------- |
| Jade Wesker            | Ella Balinska            | Gubik Petra     |
| Jade Wesker            | Tamara Smart (fiatalon)  | Mayer Szonja    |
| Billie Wesker          | Adeline Rudolph          | Csuha Bori      |
| Billie Wesker          | Siena Agudong (fiatalon) | Engel-Iván Lili |
| Evelyn Marcus          | Paola Núñez              | Gyöngy Zsuzsa   |
| Dr. Albert "Al" Wesker | Lance Reddick            | Galambos Péter  |
| Bert Wesker            | Lance Reddick            | Galambos Péter  |
| Alby Wesker            | Lance Reddick            | Galambos Péter  |
| Albert Wesker          | Lance Reddick            | Galambos Péter  |

### Mellékszereplők
| Szereplők      | Színész                  | Magyar hang       |
| -------------- | ------------------------ | ----------------- |
| Richard Baxter | Turlough Convery         | Elek Ferenc       |
| Simon Marcus   | Connor Gosatti           | Tóth Márk         |
| Arjun Batra    | Ahad Raza Mir            | Hám Bertalan      |
| Bea            | Ella Zieglmeier          | Bak Julianna      |
| Angel Rubio    | Pedro de Tavira Egurrola | Karácsonyi Zoltán |
| Zéró anya      | Candice van Litsenborgh  |                   |
| Roth           | Anthony Oseyemi          | Hamvas Dániel     |

### Magyar változat
- Magyar szöveg: Korponai Zsolt
- Hangmérnök: Nemes László
- Vágó: Kajdácsi Brigitta
- Gyártásvezető: Cabello-Colini Borbála
- Szinkronrendező: Szalay Éva
- Produkciós vezető: Kónya Andrea

A szinkront a Mafilm Audio Kft. készítette.

## Epizódok
| Sor. | Év. | Cím                                                            | Rendező         | Író                          | Premier          |
| ---- | --- | -------------------------------------------------------------- | --------------- | ---------------------------- | ---------------- |
| 1.   | 1.  | Isten hozott New Raccoon Cityben (Welcome to New Raccoon City) | Bronwen Hughes  | Andrew Dabb                  | 2022. július 14. |
| 2.   | 2.  | Ujjat húzni az ördöggel (The Devil You Know)                   | Bronwen Hughes  | Mary Leah Sutton             | 2022. július 14. |
| 3.   | 3.  | A fény (The Light)                                             | Rob Seidenglanz | Shane Frank és Garett Pereda | 2022. július 14. |
| 4.   | 4.  | A változás (The Turn)                                          | Rob Seidenglanz | Kerry Williamson             | 2022. július 14. |
| 5.   | 5.  | Családi videók (Home Movies)                                   | Rachel Goldberg | Lindsey Villarreal           | 2022. július 14. |
| 6.   | 6.  | Valaki kicsi lánya (Someone's Little Girl)                     | Batan Silva     | Jeff Howard                  | 2022. július 14. |
| 7.   | 7.  | Élősködő (Parasite)                                            | Batan Silva     | Tara Knight és Andrew Dabb   | 2022. július 14. |
| 8.   | 8.  | Kinyilatkoztatások (Revelations)                               | Rachel Goldberg | Mary Leah Sutton             | 2022. július 14. |

## A sorozat készítése
2019 januárjában jelentették be, hogy a Netflix egy Resident Evil franchise-on alapuló sorozatot fejleszt. 2020 augusztusáig nem adtak jelentősebb frissítéseket, amikor is kiderült, hogy a sorozat 8 egyórás epizódból fog állni. Azt is kiderült, hogy Andrew Dabb írja a sorozatot, emellett ő lesz a vezető producer és a showrunner is.
A forgatás eredetileg 2020 júniusa és októbere között zajlott volna, és a Moonlighting Films végezte volna, amely korábban A Kaptár – Utolsó fejezet is dolgozott. A koronavírus-járvány miatt azonban ezeket a terveket az év hátralévő részére félretették.
A forgatás 2021 februárjától júliusáig tartott. A belső jeleneteket a Cape Town Film Studios hangstúdiójában vették fel, míg a forgatáshoz olyan leromlott helyi épületeket használtak, mint a Werdmuller Központ és a Maitland vágóhíd.